# 三捷青石寨
三捷青石寨，位于中国福建省永泰县同安镇三捷村，明末始建，清道光年间（1821—1850年）重修。坐西北向东南，平面呈横向长方形，占地面积3000多平方米。寨墙用青石砌建，四个转角均有碉楼。寨内建筑有主座、左右边座等，主从有序，计有房屋80多间。寨墙顶部设有跑马道，内有水井两口，具有很好的防火、防盗、防匪功能。2009年11月16日公布为第七批福建省文物保护单位。